# 相邊界

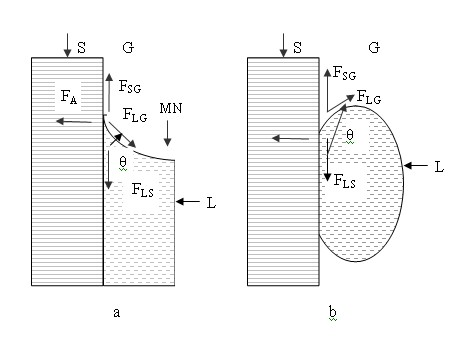
毛細管表面相邊界處的流體行為示意圖，潮濕或乾燥的表面分別有不同行為。

相邊界是指物质的幾個不混溶的相（例如液体、固体），在各相之間形成空間上的界面。不混溶的原因是因為各相之間至少有一個物理性不同。物質相邊界上的行為在這兩個世紀已是活躍的跨領域研究，稱為介面科學，其原因是許多物理現象就是發生在相邊界上，例如毛细现象、晶粒边界的成長、二元合金的性質，以及雪花的形成等。 
有一個此領域很古老的問題，在加布里埃尔·拉梅和埃米尔·克拉佩龙的時代就已出現，他們研究地面的凍結。其研究目的是要確認填滿半空间定溫液體冷卻時，會形成固體殼的厚度。约瑟夫·斯特凡在1889年時在研究地面凍結時，建立了二相模型的公式，後來稱為斯特凡問題。
斯特凡問題的解存在的證明，以及其解的唯一性，已有許多階段的進展。在{\displaystyle d=3}時，解的一般存在以及唯一性已被Shoshana Kamin所證明。